# Flash Cross
Flash Cross (FC, Флеш-Кросс, Флеш-Крос) — спортивно-інтелектуальна командна гра з використанням цифрових фотоапаратів, яка проводиться на велосипедах за містом, вело-фото-квест.  Її учасники переміщуються реальною місцевістю (дорогами, пересіченою місцевістю, малими населеними пунктами) на велосипедах або пішки (залежно від формату гри), самостійно обираючи свій маршрут з метою виконання поставлених завдань.  

## Суть і правила гри
- Суть змагання полягає у виборі командою маршруту слідування з метою потрапляння у необхідні точки місцевості (контрольні пункти — далі КП).
- Командам на старті видаються фотографії-завдання і карта місцевості з нанесеними КП.  Завдання команди — прибути на КП за картою і зробити кілька знімків (за допомогою цифрового фотоапарата), згідно з фото-завданням. [3]
- Потрапивши на КП, команда робить кілька фотографій, намагаючись виконати їх максимально схожими на ті, що були видані на старті (потрібно знайти ті ж об'єкти і схожий ракурс).
- Кожне завдання «коштує» певну кількість балів, але визначиться ця кількість тільки після фінішу. «Найдорожчим» завданням буде те, за яке взялося найменше число команд, а «найдешевшим» — те, яке взяли найбільше з усіх.
- Кожна команда складається з 2 чоловік. На маршруті розділятися не можна. Потрапивши в точку розташування контрольного пункту, необхідно зробити «КП-визначальну» фотографію.  Вона повинна містити аналогічні завданням об'єкти у схожому ракурсі, а також напарника з двома велосипедами.  Має бути видно обидва стартові номери учасників.
- Тривалість змагань — від 6 до 12 годин.[4]
- У випадку запізнення на фініш команди штрафуються балами.
- Перемагає команда, яка набрала максимальну кількість балів.

## Мета та завдання
Місія змагань — розвиток велосипедного руху з фокусом на туризм.
Завдання, які виконують учасники, спрямовані на досягнення таких цілей:
- перевіряти своє вміння орієнтуватися на місцевості по топографічним, спортивним та іншим картами з метою прибуття на КП;
- виконувати пошук розташованих в зоні КП об'єктів, зображених на фотографічних завданнях, отриманих командою на старті, і виконувати на свій цифровий фотоапарат знімки, аналогічні завданням (пошук саме тих об'єктів, правильного ракурсу зйомки і композиції );
- розгадувати різні загадки, ребуси , логічні головоломки, що дозволяють виконати необхідну фотографію або завдання;
- виконувати нестандартні творчі завдання, що дають додаткові бали або окремий приз;
- проявляти здатності до аналізу дистанції, стратегічного мислення і передбачення з метою пошуку оптимальної стратегії на гру, що дозволяє набрати максимальну кількість балів.[3]

## Відмінності від інших видів спорту та ігрових проектів
Flash Cross — гра досить близька до спортивного орієнтування і видів спорту та ігор, які виникли на його основі, але має ряд істотних відмінностей.

### Відмінності відСпортивного орієнтуванняіРогейну
- Цінність контрольних пунктів і завдань розраховується за формулою уже після фінішу команд. На фотографії до кожного фото-завдання вказано кількість балів, яку отримує команда за умов його правильного виконання. Кількість балів за кожне виконане фото-завдання після проведення аналізу фотоматеріалу може бути збільшено в 1-10 разів, залежно від числа команд, що правильно виконали це завдання — що менше команд виконало, тим більше коефіцієнт підвищення. Таким чином, команді вигідно їхати на ті КП, які відвідають мало інших команд. І невигідно кільком командам їхати разом одним маршрутом. [5]
- На одному КП команді потрібно виконати кілька завдань.
- Для фіксації відвідування КП команда використовує фотокамеру, фотоапарат.

### Відмінності від Фотокросу
- В основному конкурсі не враховується художність і оригінальність фотографій.
- Завдання ставляться не у словесній формі, а візуально — у вигляді фотографій-завдань, які учасникам необхідно повторити максимально точно.

### Відмінності відМіського орієнтування
- Змагання Flash Cross принципово влаштовують подалі від міської цивілізації — на луках, лісах, полях, річках. [6]
- Необхідно виконувати завдання на вміння фотографувати — «ракурс», «кадрування».

### Відмінності від Нічних пошукових ігор
- Змагання проводяться у світлий час доби.
- Команда складається з двох чоловік, які безпосередньо беруть участь у грі на місцевості, немає штабних гравців.
- Для фіксації відвідування КП команда використовує фотографію, коди не використовуються.
- Команди отримують усі завдання одразу на старті.

### Відмінності від Фотоекстрима і Фотополювання проекту ігор Encounter
В основному конкурсі гри Flash Cross не враховується художність, креативність та оригінальність фотографій.  Але на грі можуть бути творчі завдання на тему гри — кожна гра Flash Cross має тему — наприклад, «Кін-Дза-Дза», «Під веселим Роджером»  і т.д.  Такі завдання аналогічні Фотополюванню і Фотоекстриму, але є додатковими, бонусними завданнями, за які присуджується окремий приз.

## Історія
Першу гру Flash Cross провели 17 червня 2006 р. околицями м. Харків ентузіасти з велоклуба X-Riders. Вони також розробили програмний комплекс і офіційний сайт гри (http://flashcross.org/ [Архівовано 28 жовтня 2020 у Wayback Machine.]). На 2012 рік в Харкові відбулося 20 ігор. У Дніпропетровську перший флеш-крос відбувся в 2007 р., у Бєлгороді і в Сумах в 2008, у Курську в 2011, у Кропивницькому в 2016 р.

## Географія
Flash-Cross проводиться в містах:
Україна:
- Харків
- Дніпро
- Суми
- Кропивницький

Росія:
- Білгород
- Курськ

## Учасники
Змагання продумані так, що шанси до перемоги між любителями і майстрами зрівнюються: любителі цілком можуть скласти конкуренцію досвідченим спортсменам. Організатори не заперечують, що в командах є і сильні спортсмени, які беруть участь у чемпіонатах України з орієнтування.  Безумовно, вони потрапляють до першої десятки найкращих команд, але в багатьох іграх переможцями стають зовсім не профі. Достатньо лише продумати власну стратегію — і будь-хто може претендувати на високі місця.  На змагання приїжджають любителі гри не тільки з сусідніх міст, де також проводяться ігри, але і з міст, поки не охоплених рухом. Так, на ігри до Харкова приїжджають учасники із Запоріжжя, Києва, Сімферополя та ін. Серед учасників гри чимало дівчат. 

## Цікаві факти
На багатьох іграх Flash Cross на контрольних пунктах закладаються «приколи» — предмети, які потрібно знайти, користуючись підказками в завданні.  Команда, яка першою знаходить «прикол», забирає його з собою і на фініші за нього отримує відповідну кількість балів. На грі FC-1 «КВН» в Бєлгороді на одному з КП приколом виявилася звичайниа цегла, а на іншому — куряче яйце, яке треба було довезти до фінішу, не розбивши. У Дніпропетровську на грі FC-2 «Опалювальний сезон» на кожному КП був захований маленький кип'ятильник, який потрібно було знайти, користуючись підказками.